# Rmdir

Comanda UNIX rmdir șterge un dosar din sistemul de fișiere al unui purtător de date, dar numai dacă dosarul este gol. Numele îi provine de la expresia engleză remove directory, șterge dosarul.

## Sintaxă
```
rmdir [-p] directoare
```

Opțiunea -p (de la path, cale) este folosită pentru a înlătura toate directoarele goale pe calea specificată.
Exemplu. Comanda:
```
rmdir a/b/c
```

va șterge mai întâi directorul c, apoi directorul b, iar apoi directorul a.